# Amelia (Italie)
Pour les articles homonymes, voir Amelia.
Amelia est une commune de la province de Terni, dans la région Ombrie, en Italie.

## Histoire
Amelia, anciennement connue sous le nom de Ameria, est une ville dont l'origine est très ancienne. Pour les historiens antiques, elle avait la réputation d'être une des premières cités d'Italie : Caton l'Ancien, cité par Pline l'Ancien, affirme que la ville a été fondée 964 ans avant la guerre des Romains contre Persée, roi de Macédoine, soit en 1132 av. J.-C.
Sur près de 2 km, les enceintes en énormes blocs polygonaux (appareil cyclopéen) qui entourent une grande partie de la ville (Ve – VIe siècle av. J.-C.) témoignent de cette période antique. Elles côtoient les enceintes romaines et médiévales.
Cité ombrienne et puis romaine, Amelia possède de nombreux témoignages de son passé : outre ses enceintes, qui sont le monument le plus important, citons le centre historique, qui s'étend de façon étagée sur 25 ha, avec ses palais de la Renaissance, ses églises, ses vestiges de mosaïques et de thermes.
Amelia a eu une période florissante à l'époque romaine, car elle a été citée comme une des plus importantes villes ombriennes. Amelia avait le privilège de pouvoir frapper sa propre monnaie, et reçut le statut de municipe après s'être alliée à Rome.
Symbole de cette prospérité, la statue en bronze du général Germanicus, œuvre d'une valeur exceptionnelle, conservée au Musée de la ville. Des témoignages archéologiques romains nombreux et de qualité ont été trouvés à Amelia, ils viennent en seconde position par leur importance après le site archéologique Carsulae. Le lien avec Rome a perduré pendant tout le Moyen Âge : beaucoup de documents écrits du XIVe siècle ont été retrouvés, il y est écrit qu'un Podestat serait venu de Rome à Amelia. Cet événement est rappelé chaque année par la fête historique appelée « Palio dei Colombi » (lit. « Prix des colombes »).
- Saint Olympiadus, consul romain, y subit le martyre sous Dioclétien, torturé à mort sur le chevalet en 303.

### Symboles
Le blason d'Amelia est représenté par un bouclier ainsi décrit :
« D'azur à la bande d'argent, avec les lettres majuscules A.P.C.A. de noir, et alternée par trois points, placés à mi-hauteur du bouclier. »
Cet acronyme veut dire « Antiani Populi Civitatis Ameriae », qui se réfère au gouvernement de la ville durant le Moyen Âge.

## Monuments et patrimoine

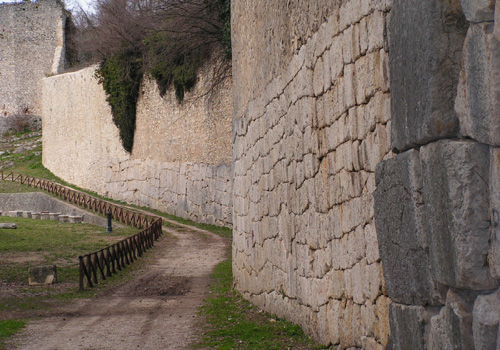
Détail de la muraille.

Les imposantes enceintes polygonales qui, avec celles romaines et médiévales, entourent la ville entière, sont le monument archéologique le plus important.
Elles sont formées de roches parfaitement imbriquées, parfois très grandes, ajustées sans ciment ni mortier. Elles ont fait l'objet de nombreuses études qui ont permis de montrer que leur profondeur est d'au moins 3,50 m par rapport au niveau du sol actuel.

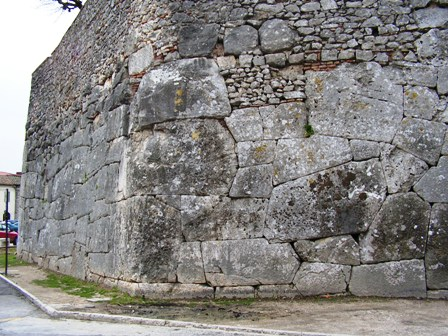
Particularité côté sud-est.

L'ancienne enceinte d'Amelia a 6 accès. Près des 4 portes utilisées encore aujourd'hui (Porta Romana, Porta Leone IV, Porta Posterola, Porta della Valle), il y a deux autres portes d'un intérêt historique non négligeable, l'une qui n'existait par dans la ligne originelle du mur : Porta del Sole (Porte du Soleil), tournée vers l'est, un petit peu plus élevée par rapport à la rue, et une deuxième porte, aux proportions importantes, tournée vers le sud-ouest, celle-ci étant vraisemblablement de la même époque que le reste de l'enceinte. 

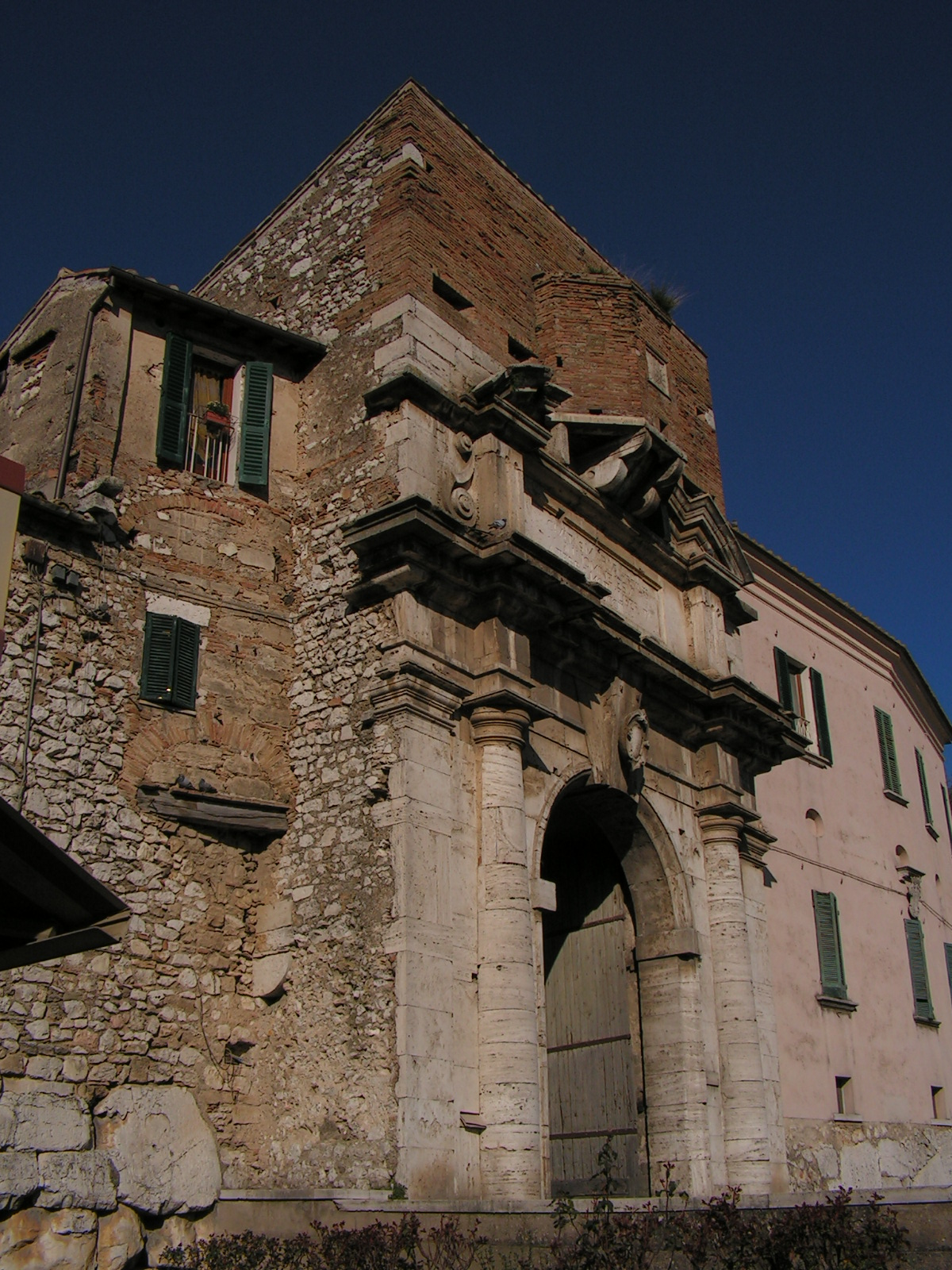
Porta romana.

À côté de l'enceinte principale, dans la partie la plus haute de l'acropole, il y a une autre enceinte, dite « mégalithique », qui entourait entièrement l'acropole (VIIe – VIIIe siècle av. J.-C.), composée par des blocs de roches irrégulières, non polies, encastrées de manière primitive. Il s'agit d'une réalisation d'une époque différente des enceintes polygonales.
À noter, la présence de symboles phalliques. Cette enceinte s'étend sur plusieurs dizaines de mètres, et aujourd'hui encore elle est dotée d'une bonne stabilité et est compacte.
Un lieu très suggestif et attrayant se trouve près de « Via della Valle » (Voie de la Vallée). Aujourd'hui objet de restaurations à la suite d'un écroulement d'un pan de 30 mètres, qui s'est produit le 18 janvier 2006, elle témoigne de la grandeur de la ville.
La ville possède un Musée archéologique au sein de l'ex-collège Boccarini avec des pièces pré-romaines, romaines et du haut Moyen Âge. Il y a aussi des inscriptions, des objets funéraires, des sarcophages, des fragments de statues et de portraits, comme la statue de Germanicus, fameux général romain. Depuis 2003, des pièces remarquables de la nécropole pré-romaine y sont exposés.
La Citerne montre le génie romain dans le domaine hydraulique du Ier siècle av. J.-C., elle est située sur la Piazza Matteotti.
Objet de travaux de restauration dans les années 1990, la citerne est constituée de 10 salles contiguës et avait une capacité de 4 300 m3. Il y a aussi des citernes moins importantes de dimensions mineures, au sein de certains palais du centre.
Non loin d'Amelia, au nord-ouest de la ville, en bas dans la vallée, il y a le Rio Grande, connu aussi en tant que Lago Vecchio (Lac Vieux). Il s'agit en fait d'un bassin artificiel, formé par le barrage du fleuve par la digue appelée Ponte Grande, utilisée par le passé pour faire fonctionner les moulins en aval dans la vallée.
Aujourd'hui elle est seulement utilisée dans le cadre du tourisme, comme parc urbain, pour se promener sur la rive du fleuve. Malheureusement, à cause d'un entretien insuffisant, elle est envasée presque toute l'année en plusieurs points.
Quelques interventions ont été faites pour réhabiliter la zone, comme la réalisation d'un parcours muni d'équipements sportifs sur toute la longueur de la rive droite du lac et des activités organisées par des associations locales.

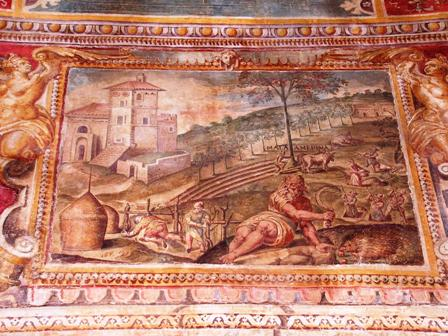
Palais Boccarini, détail de la fresque du XVIe siècle.

Remarquables sont les palais de la Renaissance, parmi lesquels le palais Petrignani, avec la salle du zodiaque, le palais Nacci, le palais Cansacchi, le palais Farrattini (fait par Antonio da Sangallo dans sa jeunesse), le palais Venturelli, le palais Boccarini, le palais Clementini.
De nombreuses églises, parmi lesquelles la basilique, avec la tour dodécagonale de l'année 1000, l'église romane-gothique Saint Augustin, qui possède sur sa façade un portail gothique et où sont conservées des fresques néo-classiques comme le Martyre de Saint Pancrace, du XVIIIe siècle, l'église San Francesco, avec le cloître de 1500 et la façade romane de roche rouge, l'église San Magno, annexe du monastère bénédictin homonyme qui abrite toujours une communauté de moines, présents à Amelia depuis le XIIe siècle.
Très intéressants aussi les différents orgues présents dans la ville. À mentionner : l'orgue du XVIe siècle de San Magno, avec double clavier, exemplaire très rare, et celui du XVIIe siècle de l'église S. Agostino. Chaque année à Amelia est organisé un très important festival de musique d'orgues.

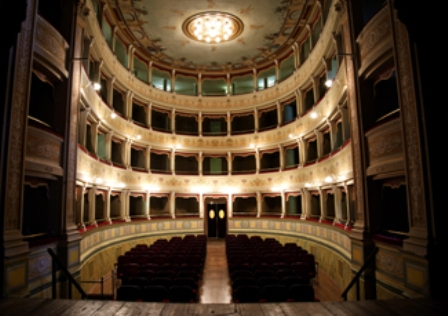
Théâtre d'Amelia - XVIIIe siècle.

Citons également le théâtre du XVIIe siècle : entièrement en bois et avec les mécanismes originaux en parfait état de marche. Fut projeté par le noble Stefano Cansacchi, architecte connu au-delà de l'Italie, exponent de l'Académie de dessin de Parugia, dont était membre aussi Gian Antonio Selva, qui, dix ans après, aurait réalisé à Venise le théâtre de la Fenice, d'architecture similaire par la structure et même la décoration, au théâtre d'Amelia.
Dans le théâtre, de nombreux films et téléfilms comme Les Aventures de Pinocchio de Luigi Comencini ou Il Marchese del Grillo d'Alberto Sordi ont été tournés.
Parmi les découvertes archéologiques, citons les plus récentes :
- la nécropole pré-romaine, dans l'aire de l'ex-consortium agraire, avec de nombreux objets funéraires,
- le village du IXe siècle av. J.-C. en haut de la portion écroulée le 18 janvier 2006,
- la probable aire sacrée juste en face de l'enceinte polygonale, dans la zone est (2008).

## Administration
| Période                                  | Période  | Identité        | Étiquette | Qualité |
| ---------------------------------------- | -------- | --------------- | --------- | ------- |
| 29 mai 2006                              | En cours | Giorgio Sensini |           |         |
| Les données manquantes sont à compléter. |          |                 |           |         |

### Hameaux
Collicello, Foce, Fornole, Macchie, Montecampano, Sambucetole, Porchiano del Monte.

### Communes limitrophes
Alviano, Attigliano, Avigliano Umbro, Giove, Guardea, Lugnano in Teverina, Montecastrilli, Narni, Orte, Penna in Teverina.

## Jumelages
Joigny (France).

## Personnalité
Le prêtre Pierino Gelmini fonde, en 1963, à Amelia la Comunita Incontro une association de réinsertion de toxicomanes et d'aide aux défavorisés. L'association comporte ultèrieurement plus de 200 centres en Italie mais également à l'étranger comme en Bolivie et en Thaïlande.